# Apfel-Rose
Die Apfel-Rose (Rosa villosa) ist eine Pflanzenart der Sektion der Hundsrosen  aus der Gattung Rosen (Rosa) innerhalb der Familie der Rosengewächse (Rosaceae). Ihr Trivialname Apfel-Rose bezieht sich auf ihre essbaren Hagebutten.

## Beschreibung

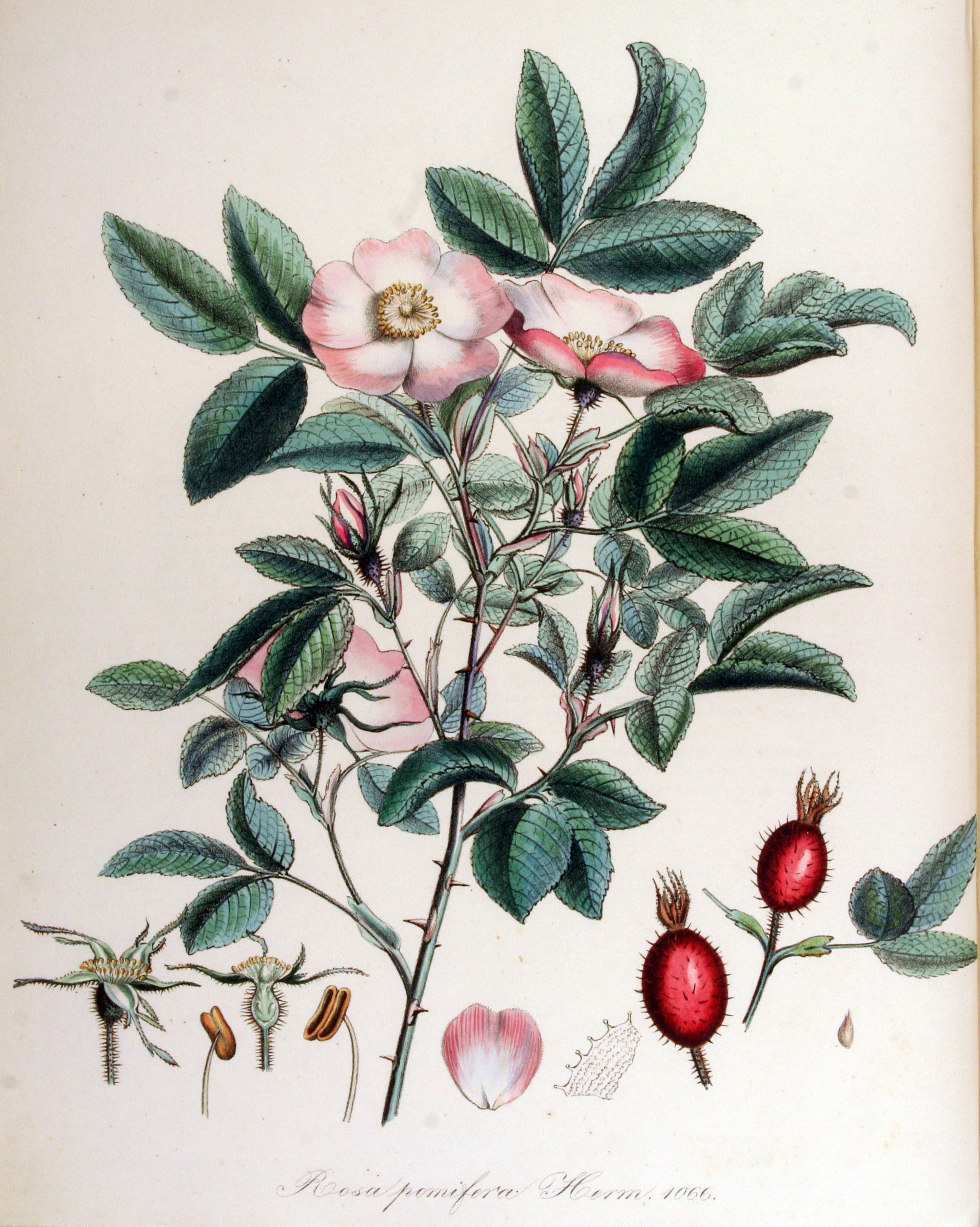
Illustration aus Flora Batava ..., Volume 14

Die Apfel-Rose ist ein dicht verzweigter, gedrungener Strauch, der Wuchshöhen von 1,5 bis 2 Meter erreicht und oft unterirdische Ausläufer bildet. Die Borke der Äste sind dunkelbraun und glatt. Die Rinde der jüngeren Zweige ist rötlich, leicht bereift und meist samtig weich behaart. Die Stacheln sind gleichartig, haben eine rundliche, nur 1 bis 4 Millimeter lange Ansatzfläche und sind meist ganz gerade. Lediglich an den oberen Zweigen sind sie manchmal ungleich und teilweise auch nadel- oder borstenförmig.
Die wechselständig angeordneten Laubblätter sind unpaarig gefiedert fünf oder sieben Fiederblättern. Die Blättchen sind länglich-elliptisch, 1 bis 4 Zentimeter lang, 0,5 bis 2 Zentimeter breit, scharf und fast immer doppelt gesägt, meist an beiden Seiten anliegend weich behaart und seidig glänzend, sowie in der Regel an der Unterseite dicht drüsig und etwas haarig.
Die Blütezeit liegt im Juni und Juli. Ein bis drei Blüten stehen in einem doldenartigen Blütenstand zusammen. Der Blütenstiel hat eine Länge von 0,5 bis 1,5 Zentimeter, ist dicht mit Stieldrüsen und Stachelborsten besetzt. Die zwittrigen Blüten sind bei einem Durchmesser bis zu 5 Zentimetern radiärsymmetrisch und fünfzählig mit doppelter Blütenhülle. Der Blattstiel ist so lang wie der kugelige Kelchbecher. Die Kelchblätter sind 1,5 bis 2,5 Zentimeter lang und alle ungeteilt oder die äußeren haben ein bis drei Paar fädlicher Fiedern. Sie richten sich nach der Krone auf und fallen nicht ab. Die fünf freien karminroten oder rosafarbenen Kronblätter sind gleich lang wie die Kelchblätter.
Die Hagebutte ist kugelig-eiförmig, bis zu 2,5 Zentimeter lang, lebhaft rot gefärbt und weichstachelig. Das „Fruchtfleisch“ ist breiig und von angenehm säuerlichem Geschmack.
Die Chromosomenzahl beträgt 2n = 28.

## Vorkommen
Die Apfel-Rose ist in weiten Teilen Europas verbreitet und ist überwiegend in Gebirgsregionen zu finden. Ihr Verbreitungsgebiet erstreckt sich von der Iberischen Halbinsel bis nach Kleinasien, Iran und zum Kaukasusraum. Nördlich ist sie bis in Skandinavien, nach Süden hin bis in den mittleren Apennin und Montenegro zu finden. In Mitteleuropa ist sie selten, sie fehlt gebietsweise z. B. im westlichen Tiefland und in Süddeutschland.
Die Apfel-Rose wächst an felsigen Hängen, auf Lesesteinhaufen und in Hecken. Sie gedeiht am besten auf kalkhaltigen und steinigen, feinerdearmen Böden. Sie besiedelt Trockenwälder, Trockengebüsche und Steinriegel. Sie ist eine Charakterart des Verbands Berberidion, kommt aber auch in Gesellschaften der Verbände Cytiso-Pinion, Erico-Pinion oder Quercion pubescentis vor.

## Systematik
Die Erstveröffentlichung von Rosa villosa erfolgte 1753 durch Carl von Linné. Synonyme von Rosa villosa L. sind: Rosa pomifera Herrm., Rosa sancti-andreae Degen & Trautm.
Rosa villosa gehört zur Untersektion Vestitae (auch Filzrosen genannt) aus der Sektion Caninae in der Untergattung Rosa innerhalb der Gattung Rosa. Nah verwandte europäische Arten aus der Untersektion Filzrosen (Vestitae) sind Apfel-Rose (Rosa villosa), Samt-Rose (Rosa sherardii) und Weiche Rose (Rosa mollis).
Rosa villosa kreuzt sich häufig mit Rosa mollis.